# Yang Hyun-jung
Yang Hyun-jung ((양현정?, 梁鉉正?); 25 maggio 1977) è un ex calciatore sudcoreano, di ruolo centrocampista.